# Rémi Ochlik

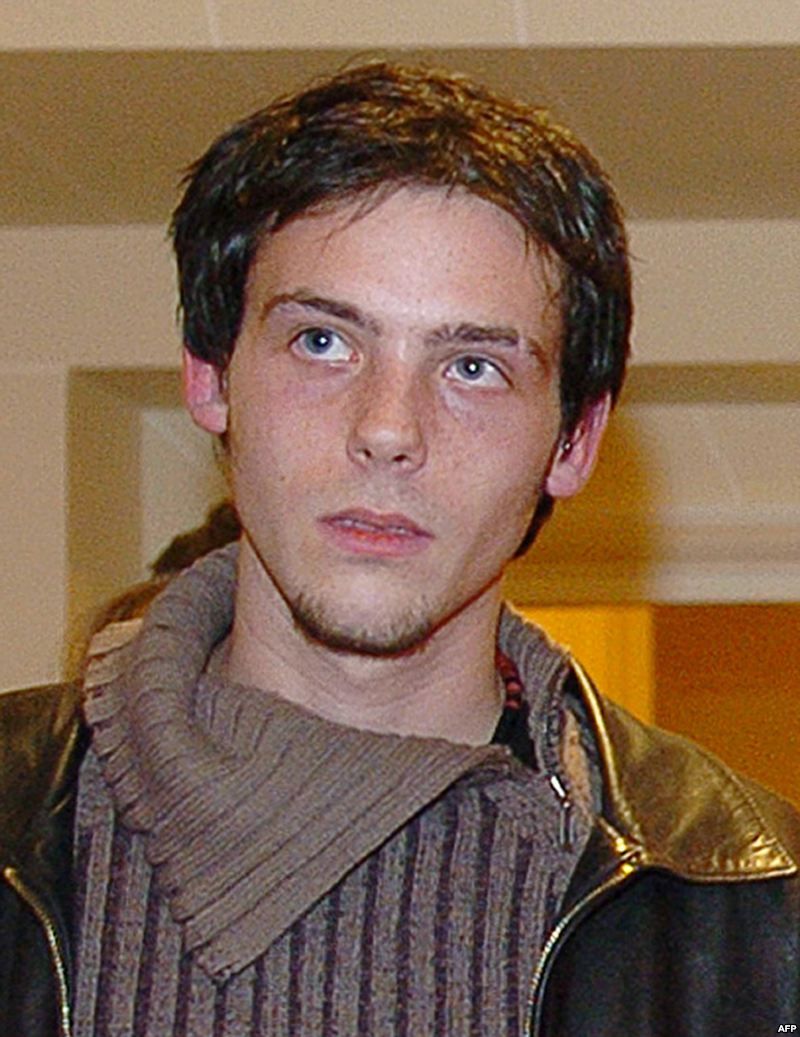
Rémi Ochlik, 2012

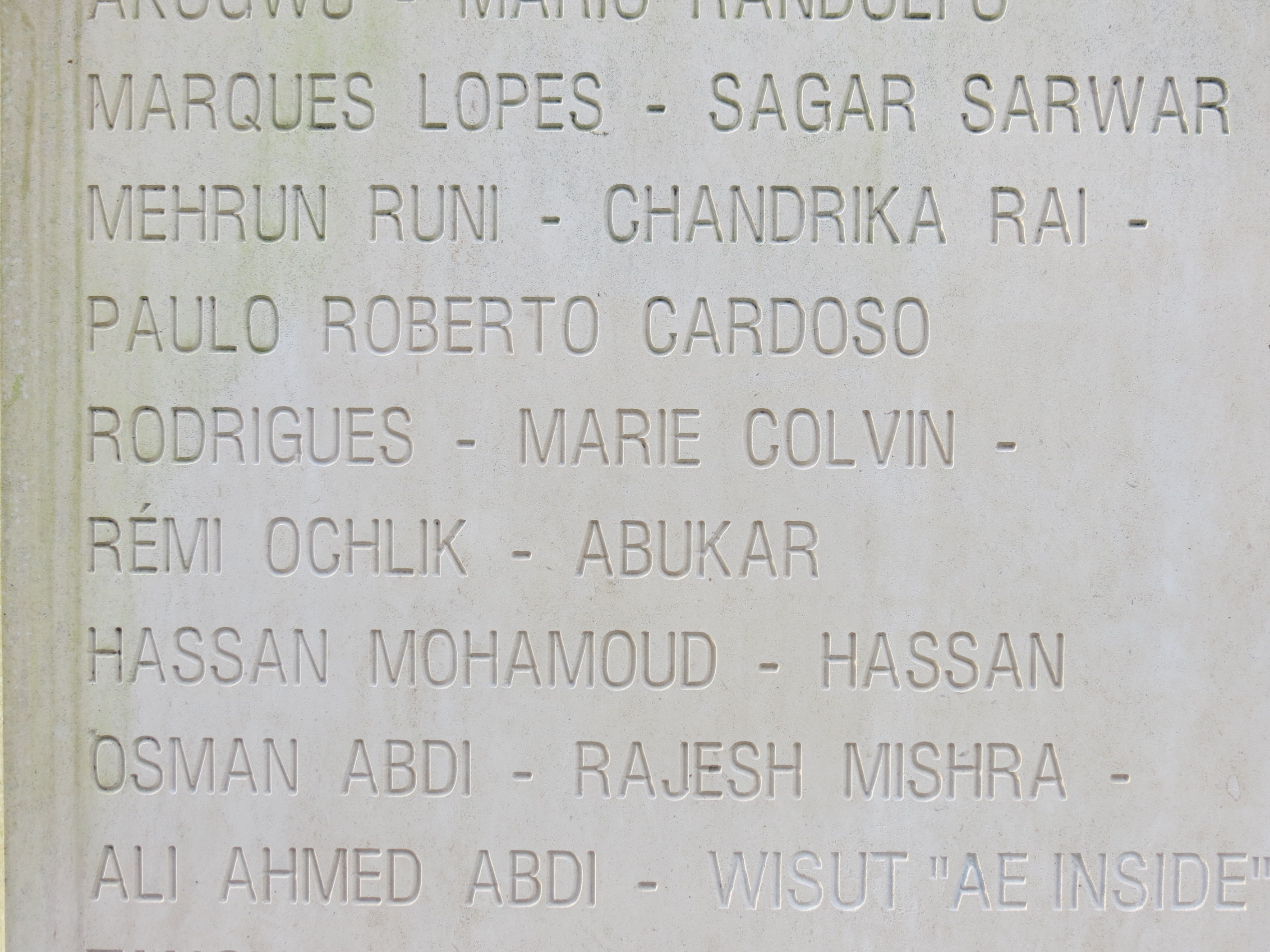
Mahnmal für getötete Journalisten in Bayeux.

Rémi Ochlik (* 16. Oktober 1983 in Thionville, Département Moselle; † 22. Februar 2012 in Homs, Syrien) war ein französischer Fotograf.

## Leben
Ochlik studierte Fotografie an der icart photo in Paris und begann seine Karriere als Krisenberichterstatter im Jahr 2004 in Haiti. Ein Jahr später gründete er die Fotoagentur IP3 Press und wurde mit dem Prix des Espoirs ausgezeichnet. Es folgten Arbeiten im Bürgerkrieg der Demokratischen Republik Kongo (2008) und Berichte aus dem Geschehen nach dem Erdbeben in Haiti 2010. Seine Aufnahme eines Aufständischen während des Bürgerkrieges in Libyen wurde als eines der Pressefotos des Jahres 2012 ausgezeichnet.
Am 22. Februar 2012 wurde Ochlik während des Bürgerkriegs in Syrien bei einem Artillerieangriff auf ein Haus in Bab al-Amr, einem Stadtteil von Homs, getötet. Bei dem Angriff starb auch die Journalistin Marie Colvin, weitere westliche Journalisten wurden verletzt.

## Auszeichnungen
- 2005: Prix des Espoirs
- 2012: World Press Photo – General News